# Skidmore, Owings and Merrill

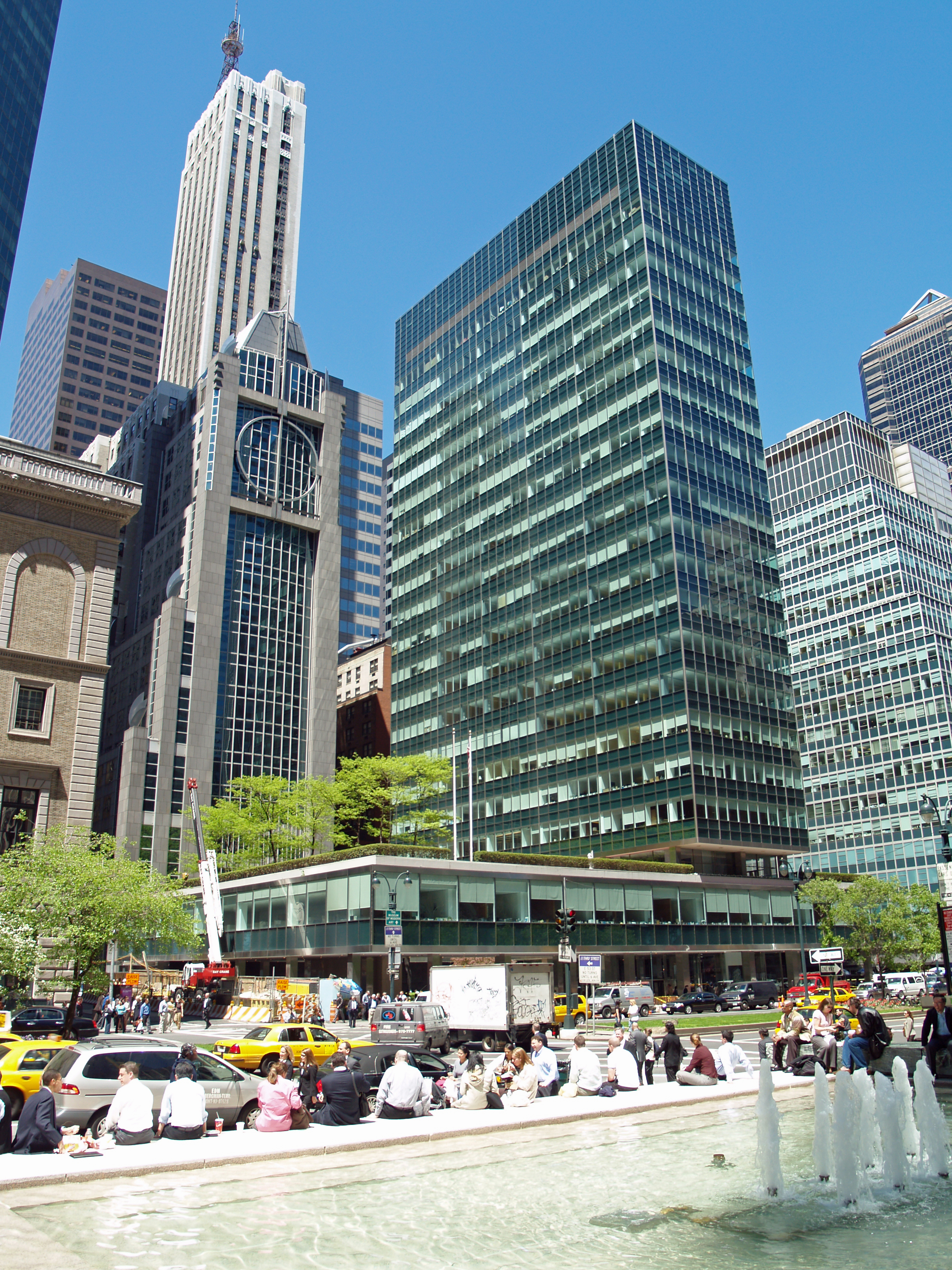
Lever House i New York

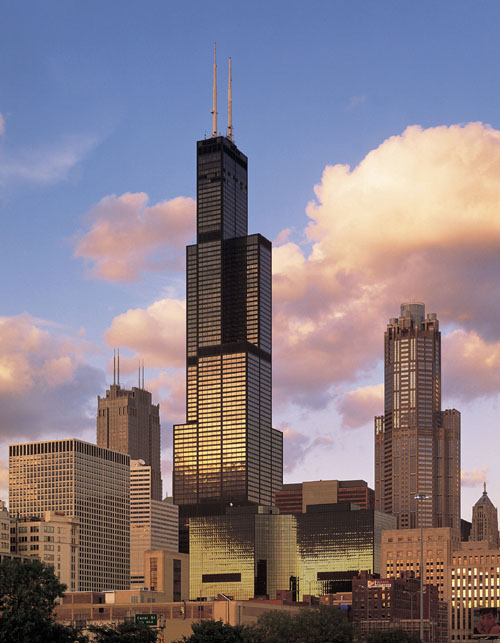
Willis Tower i Chicago

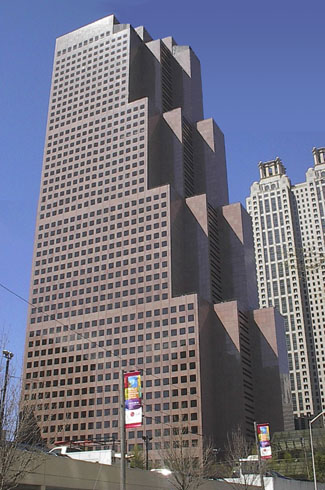
Georgia-Pacific Tower, Atlanta, Georgia

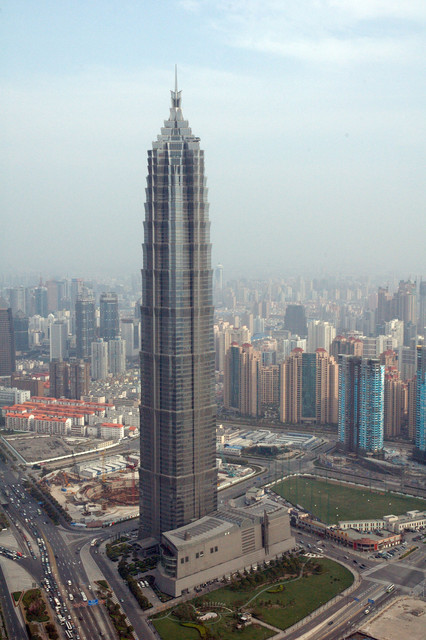
Jin Mao Building, Shanghai, Kina

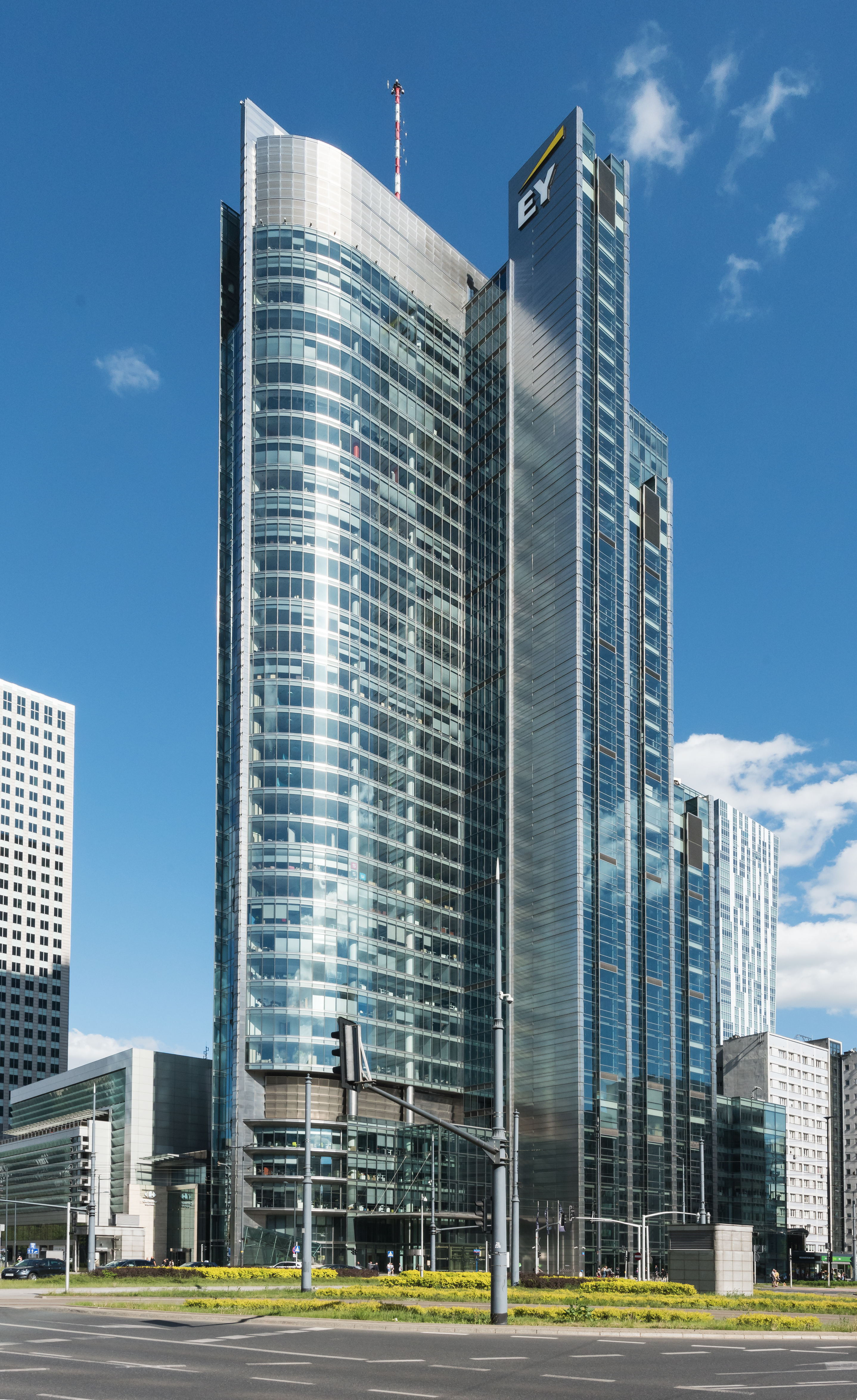
Rondo ONZ, Warszawa, Polen

Skidmore, Owings & Merrill är en amerikansk arkitektbyrå. Byrån är mest känd för att ha ritat världens högsta byggnad, Burj Khalifa, och Sveriges högsta byggnad, Karlatornet.
Skidmore, Owings & Merril grundades i Chicago 1936 som en ingenjörs- och arkitektfirma av Louis Skidmore och Nathaniel Owings; år 1939 trädde John O. Merrill in i företaget. Byrån öppnade sitt första kontor i New York 1937 och har sedan vuxit till en av världens största arkitektkontor med specialisering på stora kontorshus. Det var Skidmore, Owings & Merril som i stor skala introduerade modernistiska höghus med glasfasader. Firman har ritat några av världens högsta byggnader, till exempel John Hancock Center  i Chicago 1969, Sears Tower i Chicago 1973 och Burj Khalifa i Dubai 2010.
Firman har ritat Karlatornet, en skyskrapa som blev klar 2024 på Hisingen i Göteborg. Den har byggts på Lindholmen norr om Lindholmsallén och var planerad att bli färdig 2021. Karlatornet är 245 meter högt och därmed Nordens högsta byggnad.

## Verk i urval
- 270 Park Avenue (1960–2021), New York, USA, 1960.
- 28 Liberty Street, New York, USA, 1961.
- 555 California Street, San Francisco, USA, 1969.
- John Hancock Center, Chicago, 1969.
- Willis Tower, Chicago, 1973.
- Carlton Centre, Johannesburg, Sydafrika, 1973.
- Hubert H. Humphrey Metrodome, Minneapolis, USA, 1982.
- 10 Universal City Plaza, Los Angeles, USA, 1984.
- AT&T Corporate Center, Chicago, USA, 1989.
- Stratosphere Las Vegas, Las Vegas, USA, 1996.
- 383 Madison Avenue, New York, USA, 2001.
- One Maritime Plaza, San Francisco, USA, 2001.
- Broadgate Tower, London, Storbritannien, 2009.
- China World Trade Center Tower III, Peking, Kina, 2009.
- Trump International Hotel and Tower, Chicago, USA, 2009.
- Burj Khalifa, också benämnt Burj Dubai, Dubai, Förenade Arabemiraten, 2010.
- One World Trade Center, New York, 2014.
- OKO, Moskva, Ryssland, 2014–2015.
- Beijing Greenland Center, Peking, Kina, 2016.
- Tanjong Pagar Centre, Singapore, 2016.
- 35 Hudson Yards, New York, 2019.
- One Manhattan West, New York, 2019.
- Karlatornet, Göteborg, 2021 (under uppförande).